# Gare de Firminy
La gare de Firminy est une gare ferroviaire française de la ligne de Saint-Georges-d'Aurac à Saint-Étienne-Châteaucreux et de la ligne de Firminy à Saint-Rambert-d'Albon, située à proximité du centre-ville de Firminy, dans le département de la Loire en région Auvergne-Rhône-Alpes. 
C'est une gare de la Société nationale des chemins de fer français (SNCF) desservie par des trains TER Auvergne-Rhône-Alpes.

## Situation ferroviaire
Établie à 468 m d'altitude, la gare de Firminy est située au point kilométrique (PK) 123,727 de la ligne de Saint-Georges-d'Aurac à Saint-Étienne-Châteaucreux, entre les gares de Fraisses - Unieux et du Chambon-Feugerolles. C'est une gare de bifurcation, origine de la ligne de Firminy à Saint-Rambert-d'Albon, partiellement déclassée, et utilisée pour le fret sur les parties subsistantes.

## Histoire
| Année                      | 2015    | 2016    | 2017    | 2018    | 2019    | 2020    | 2021    | 2022    | 2023    |
| -------------------------- | ------- | ------- | ------- | ------- | ------- | ------- | ------- | ------- | ------- |
| Voyageurs                  | 246 647 | 215 058 | 288 912 | 213 812 | 252 108 | 133 279 | 176 539 | 230 206 | 236 609 |
| Voyageurs et non voyageurs | 308 309 | 268 822 | 361 140 | 267 265 | 315 135 | 166 599 | 220 674 | 287 757 | 295 761 |

## Service des voyageurs

### Accueil
Gare SNCF, elle dispose d'un bâtiment voyageurs, avec guichet, ouvert tous les jours. Elle est équipée d'automates pour l'achat de titres de transport. 
Une passerelle permet le passage d'un quai à l'autre.

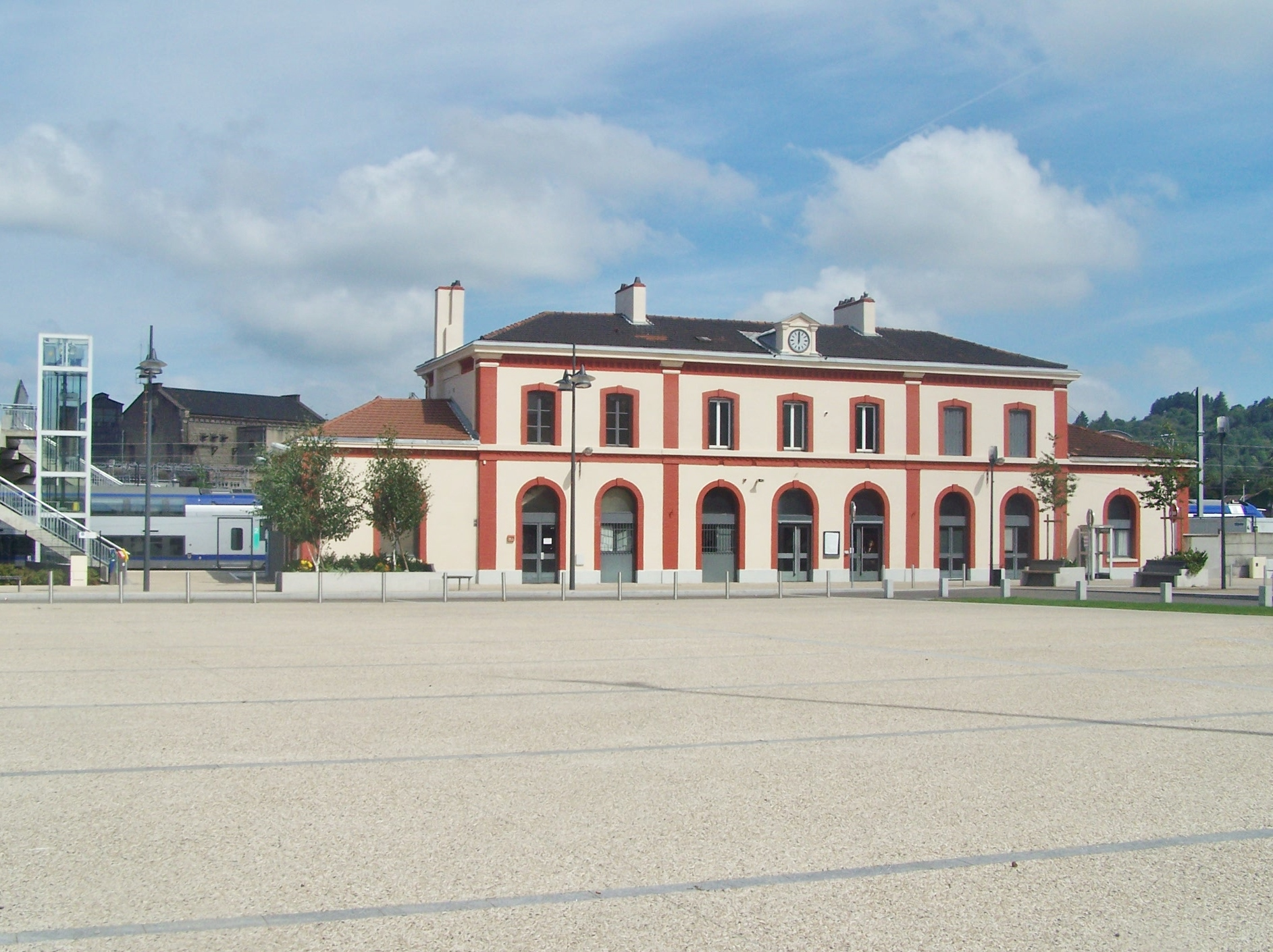
Le parvis et le bâtiment de la gare.

### Desserte
Firminy est desservie par des trains TER Auvergne-Rhône-Alpes qui effectuent des missions entre les gares de  Lyon et Firminy, via Saint-Étienne-Châteaucreux, et entre Lyon et Le Puy-en-Velay.

### Intermodalité
Un parc pour les vélos et un parking pour les véhicules y sont aménagés.
- Cette gare est desservie par les lignes de bus de la STAS :
- La ligne M2 en direction de la Métare (terminus : Métare) en passant par Roche-la-Molière, Saint-Genest-Lerpt et le centre-ville de Saint-Étienne ;
- La ligne 31 qui va en direction de Saint-Maurice-en-Gourgois en passant par Unieux et Çaloire
- La ligne 32 qui va au Collège la Rive à Unieux en passant par Fraisses ;
- La ligne 34 qui va à Saint-Paul-en-Cornillon en passant par Unieux (par Le Pertuiset) ;
- La ligne 108 sur son extension qui relie la gare à Quéret (Saint-Victor-sur-Loire).

Il y a aussi des lignes Cars Région Haute-Loire (H28, H30, H34 et H37).
À deux minutes à pieds, à l’arrêt Place du Breuil, passent également les lignes M1, 30, 33 et S1 du réseau STAS. En plus des lignes déjà citées.